# La Mort qui fait le trottoir (Don Juan)

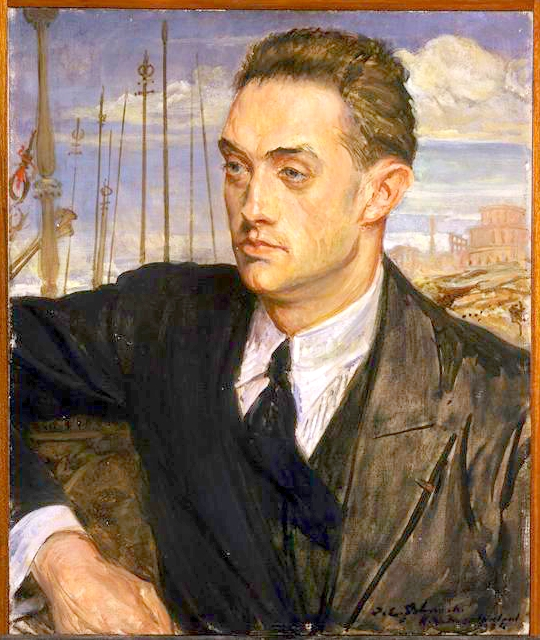
Henry de Montherlant

La Mort qui fait le trottoir (Don Juan) est une pièce en trois actes d'Henry de Montherlant écrite en 1956 . 

## La pièce

### Les personnages
La pièce met en scène un Don Juan vieillissant, son fils Alcacer, le Commandeur de Séville, Ana de Ulloa et une série d'autres personnages plus ou moins absurdes. 

### L'histoire
Alors que la vieillesse le gagne peu à peu, Don Juan tente d'oublier sa condition de mortel en multipliant les relations amoureuses. Aidé de son fils Alcacer, il multiplie les techniques de séduction et est amené à fréquenter Ana de Ulloa, la fille du Commandeur de Séville. Ce dernier, furieux d'apprendre que sa fille a été dépucelée par un inconnu, organise des rafles au sein de la ville. Face à la situation, Don Juan décide d'aller se dénoncer lui-même au Commandeur, ne supportant pas l'idée qu'un innocent soit exécuté à sa place. Il finit par tuer le Commandeur au cours d'un duel et doit prendre la fuite... 

### Morale et controverse
Henry de Montherlant brosse le portrait d'un Don Juan grotesque et absurde, loin de l'image traditionnellement renvoyée par ce personnage. Très mal accueillie par le public à ses débuts, la pièce choque également la critique . 